# (207715) Muqinshuijiao
(207715) Muqinshuijiao est un astéroïde de la ceinture principale.

## Description
(207715) Muqinshuijiao est un astéroïde de la ceinture principale. Il fut découvert le 11 septembre 2007 à XuYi par le programme de relevé astronomique d'objets géocroiseurs de l'observatoire de la Montagne Pourpre (PMO NEO). Il présente une orbite caractérisée par un demi-grand axe de 2,25 UA, une excentricité de 0,17 et une inclinaison de 4,1° par rapport à l'écliptique.

## Compléments